# 도기 신발모양 명기
도기 신발모양 명기(陶器 履形 明器)는 서울특별시 용산구 삼성미술관 리움에 있는 가야시대(5∼6세기)의 토기이다. 1971년 12월 21일 대한민국의 보물 제556호로 지정되었다.

## 개요
도기 신발모양 명기(陶器 履形 明器)는 길이 23.5cm, 너비 6.8∼7.2cm의 토기이다. 삼국시대 무덤에서 발견되는 금속제의 장식용 신발과 같이 죽은 사람을 매장할 때 함께 묻는 부장용 토기이지만 형태는 전혀 다르다.
앞쪽은 코가 우뚝 들려있고, 양 옆과 뒤는 수직으로 서 있다. 바닥은 뒷굽이 없이 편평하며, 뒤쪽 위에는 턱을 만들어 벗겨지지 않도록 하였다. 코 뒤에 작은 구멍이 하나씩 있고 좌우에도 한 짝은 4개, 다른 짝은 5개의 구멍이 나있어서 끈을 매달 수 있도록 되어 있다. 좌우 구멍 위에서 코에 걸쳐 점선으로 한 쪽에는 사선, 다른 한 쪽에는 물고기 뼈와 비슷한 무늬를 얕게 새겼다.
이 신발은 무녕왕릉에서 나온 금속제 신발과 달리, 당시에 실제로 사용했던 신발을 그대로 재현하고 있는 점이 특징이다.
출토지가 분명하지 않지만 흙으로 만든 신으로는 상당히 우수한 작품일 뿐만 아니라, 고대 부장문화의 양상을 밝혀준 점에서 중요한 유물이다.

## 참고 자료
- 도기 신발모양 명기 - 국가유산청 국가유산포털